# 山口県道151号伊陸大畠港線
山口県道151号伊陸大畠港線（やまぐちけんどう151ごう いかちおおばたけこうせん）は、山口県柳井市を通る一般県道である。

## 概要
柳井市伊陸から柳井市神代（こうじろ）に至る。

### 路線データ
- 起点：柳井市伊陸（山口県道70号柳井玖珂線交点）
- 終点：柳井市神代（国道437号交点）

## 歴史
- 1958年（昭和33年）10月1日 - 山口県告示第644号の2により認定される。
- 1971年（昭和46年）4月1日 - 玖珂郡大畠村が町制施行して玖珂郡大畠町になったことに伴い終点の地名表記が変更される（玖珂郡大畠村神代→玖珂郡大畠町神代）。
- 1972年（昭和47年） - 山口県の県道番号再編により現行の路線番号に変更される。
- 2005年（平成15年）2月21日 - 柳井市と玖珂郡大畠町が対等合併して改めて柳井市が発足したことに伴い全線が柳井市域のみを通る路線になり、併せて終点の地名表記が変更される（玖珂郡大畠町神代→柳井市神代）。

## 路線状況

### 重複区間
- 山口県道68号光日積線（柳井市伊陸 - 柳井市日積）
- 山口県道149号柳井由宇線（柳井市日積）

## 地理

### 通過する自治体
- 山口県
  - 柳井市

### 交差する道路
| 交差する道路                                                           | 交差する場所     | 交差する場所 |
| ---------------------------------------------------------------------- | ---------------- | ------------ |
| 山口県道70号柳井玖珂線                                                 | 伊陸             | 起点         |
| 山口県道68号光日積線 重複区間起点                                      | 伊陸             |              |
| 山口県道153号木部柳井線                                                | 伊陸             |              |
| 山口県道68号光日積線 重複区間終点 山口県道149号柳井由宇線 重複区間起点 | 日積             |              |
| 山口県道149号柳井由宇線 重複区間終点                                   | 日積             |              |
| 国道437号                                                              | 神代（こうじろ） | 終点         |

### 沿線
- 柳井市立伊陸小学校
- 伊陸郵便局
- 柳井市役所
  - 伊陸出張所
  - 日積出張所
- 柳井市立日積小学校
- JR西日本山陽本線 大畠駅（終点付近）